# Федина Роман Володимирович
Роман Володимирович Феди́на (нар. 10 лютого 1953, Львівська область) — український художник-кераміст. Член Національної спілки художників України та Українського фонду культури імені Бориса Олійника. 

## Життєпис
Роман Федина народився 10 лютого 1953 року на Львівщині.
У 1985 році закінчив Львівський державний інститут прикладного та декоративного мистецтва (нині — Львівська національна академія мистецтв).
Подружжя Романа та Надії Фединів:
- працюють над художньою керамікою;
- учасники міжнародної виставки в м. Грац (Австрія) та колективних виставок;
- мали дві персональні малярські виставки у Львівському палаці мистецтв (2007, 2008), у київській галереї «Світлиця» (2009), Івано-Франківській галереї «Арт-Легенда» (2010), в Ужгороді у Закарпатському музеї народної архітектури та побуту (2010);
- організатори понад п'ятдесят персональних виставок, учасники восьми міжнародних та семи всеукраїнських виставках;
- дипломанти Міжнародного гуцульського фестивалю.
- викладають у Комарнівській Малій академії мистецтв (м. Комарно, Львівська область).

Творчі роботи у галузі художньої кераміки та живопису перебувають у приватних колекціях США, Канади, Англії, Німеччини, Польщі, Бельгії, Швейцарії.

## Родина
Одружений, дружина — Федина Надія Григорівна (нар. 16 червня 1961, Івано-Франківська область) — українська художниця. Членкиня Національної спілки художників України.